# Суха (Радомський повіт)
Суха (пол. Sucha) — село в Польщі, у гміні Пйонки Радомського повіту Мазовецького воєводства.
Населення — 462 особи (2011).

## Демографія
Демографічна структура станом на 31 березня 2011 року:
|          | Загалом | Допрацездатний вік | Працездатний вік | Постпрацездатний вік |
| -------- | ------- | ------------------ | ---------------- | -------------------- |
| Чоловіки | 233     | 46                 | 156              | 31                   |
| Жінки    | 229     | 46                 | 130              | 53                   |
| Разом    | 462     | 92                 | 286              | 84                   |